# Thédirac
Thédirac est une commune française, située dans l'ouest du département du Lot en région Occitanie.
Elle est également dans la Bouriane, une région naturelle sablonneuse et collinaire couverte de forêt avec comme essence principale des châtaigniers.
Exposée à un climat océanique altéré, elle est drainée par le ruisseau de l'Ourajoux et par un autre cours d'eau. Incluse dans le bassin de la Dordogne, la commune possède un patrimoine naturel remarquable composé d'une zone naturelle d'intérêt écologique, faunistique et floristique.
Thédirac est une commune rurale qui compte 298 habitants en 2022, après avoir connu un pic de population de 1 196 habitants en 1800.  Elle fait partie de l'aire d'attraction de Cahors. Ses habitants sont appelés les Thédiracois ou  Thédiracoises.

## Géographie
Commune située dans le Quercy, en Bouriane.

### Hydrographie
La commune est traversée par les ruisseaux de Malemort et de Pont-Barrat.
L'Ourajoux, le ruisseau de la Ville, le ruisseau de Salvezou sont les principaux cours d'eau parcourant la commune.

### Communes limitrophes

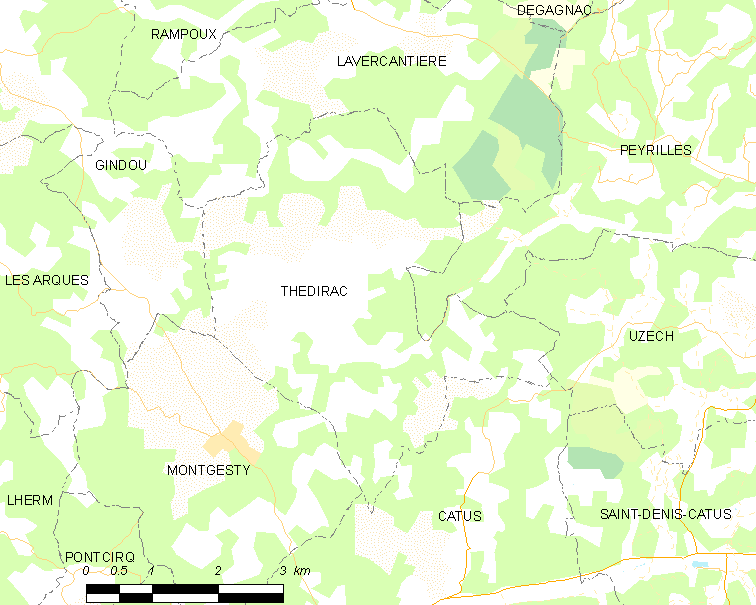
Carte de la commune de Thédirac et des proches communes.

Les communes limitrophes sont Catus, Gindou, Lavercantière, Montgesty, Peyrilles et Uzech.
|           | Lavercantière | Peyrilles |
| Gindou    | Thédirac      | Uzech     |
| Montgesty | Catus         |           |

### Climat
Pour des articles plus généraux, voir Climat de l'Occitanie et Climat du Lot.
En 2010, le climat de la commune est de type climat océanique altéré, selon une étude s'appuyant sur une série de données couvrant la période 1971-2000. En 2020, Météo-France publie une typologie des climats de la France métropolitaine dans laquelle la commune est toujours exposée à un climat océanique altéré et est dans la région climatique Aquitaine, Gascogne, caractérisée par une pluviométrie abondante au printemps, modérée en automne, un faible ensoleillement au printemps, un été chaud (19,5 °C), des vents faibles, des brouillards fréquents en automne et en hiver et des orages fréquents en été (15 à 20 jours).
Pour la période 1971-2000, la température annuelle moyenne est de 12,2 °C, avec une amplitude thermique annuelle de 15,5 °C. Le cumul annuel moyen de précipitations est de 930 mm, avec 11,1 jours de précipitations en janvier et 6,4 jours en juillet. Pour la période 1991-2020, la température moyenne annuelle observée sur la station météorologique la plus proche, située sur la commune d'Anglars-Juillac à 16 km à vol d'oiseau, est de 13,5 °C et le cumul annuel moyen de précipitations est de 822,6 mm,. Pour l'avenir, les paramètres climatiques de la commune estimés pour 2050 selon différents scénarios d’émission de gaz à effet de serre sont consultables sur un site dédié publié par Météo-France en novembre 2022.

### Milieux naturels et biodiversité

#### Espaces protégés
La protection réglementaire est le mode d’intervention le plus fort pour préserver des espaces naturels remarquables et leur biodiversité associée,.
La commune fait partie de la zone de transition du bassin de la Dordogne, un territoire d'une superficie de 1 880 258 ha reconnu réserve de biosphère par l'UNESCO en juillet 2012,.

#### Zones naturelles d'intérêt écologique, faunistique et floristique

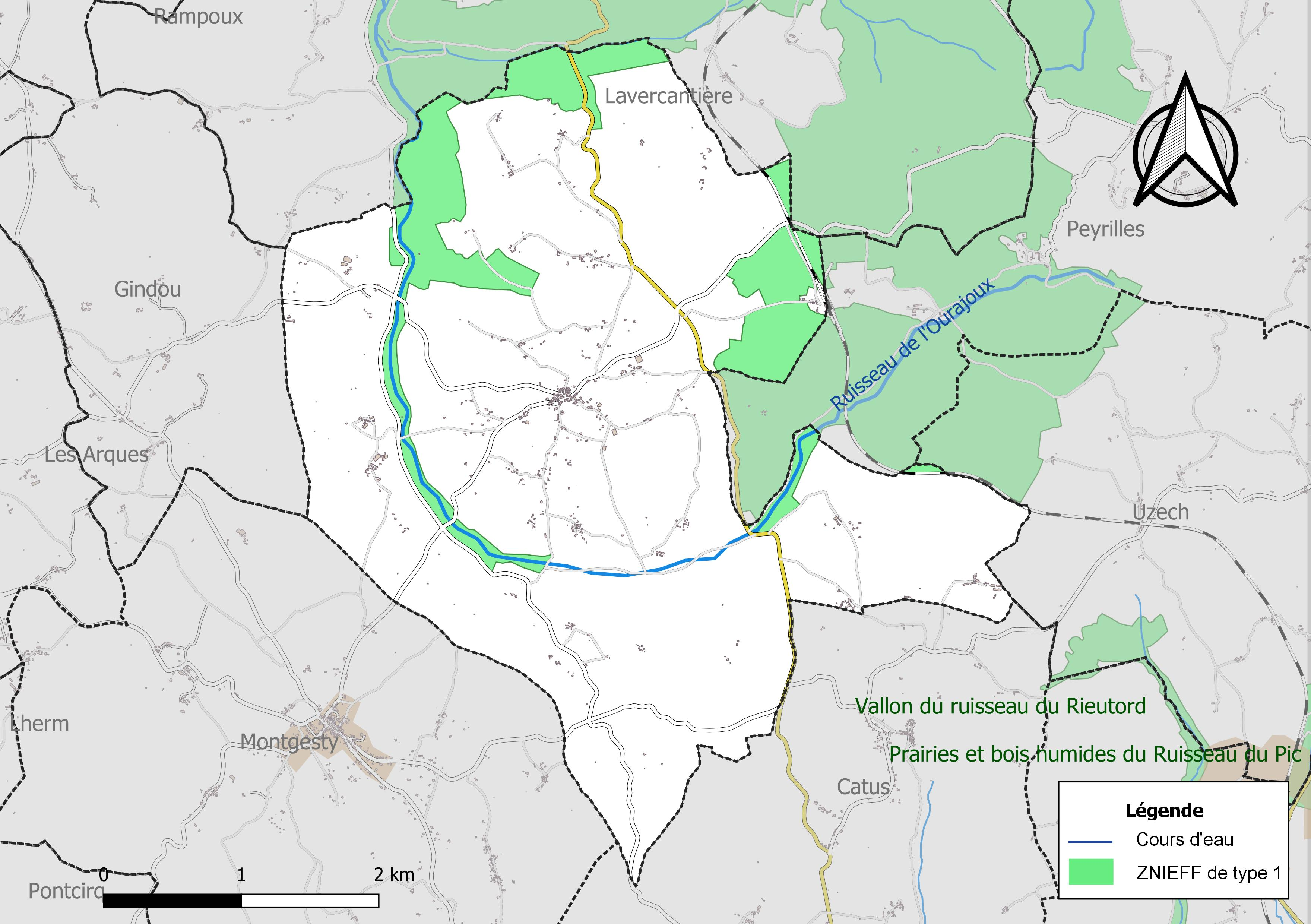
Carte de la ZNIEFF de type 1 localisée sur la commune.

L’inventaire des zones naturelles d'intérêt écologique, faunistique et floristique (ZNIEFF) a pour objectif de réaliser une couverture des zones les plus intéressantes sur le plan écologique, essentiellement dans la perspective d’améliorer la connaissance du patrimoine naturel national et de fournir aux différents décideurs un outil d’aide à la prise en compte de l’environnement dans l’aménagement du territoire.
Une ZNIEFF de type 1 est recensée sur la commune :
les « landes, bois et zones tourbeuses du Frau de Lavercantière, hauts-vallons des ruisseaux du Degagnazès, de la Malemort et du Rivalès » (1 406 ha), couvrant 6 communes du département.

## Urbanisme

### Typologie
Au 1er janvier 2024, Thédirac est catégorisée commune rurale à habitat très dispersé, selon la nouvelle grille communale de densité à sept niveaux définie par l'Insee en 2022.
Elle est située hors unité urbaine. Par ailleurs la commune fait partie de l'aire d'attraction de Cahors, dont elle est une commune de la couronne,. Cette aire, qui regroupe 78 communes, est catégorisée dans les aires de 50 000 à moins de 200 000 habitants,.

### Occupation des sols
L'occupation des sols de la commune, telle qu'elle ressort de la base de données européenne d’occupation biophysique des sols Corine Land Cover (CLC), est marquée par l'importance des territoires agricoles (59,2 % en 2018), une proportion sensiblement équivalente à celle de 1990 (58,8 %). La répartition détaillée en 2018 est la suivante : 
forêts (40,7 %), zones agricoles hétérogènes (31,9 %), prairies (27,3 %), mines, décharges et chantiers (0,1 %). L'évolution de l’occupation des sols de la commune et de ses infrastructures peut être observée sur les différentes représentations cartographiques du territoire : la carte de Cassini (XVIIIe siècle), la carte d'état-major (1820-1866) et les cartes ou photos aériennes de l'IGN pour la période actuelle (1950 à aujourd'hui).

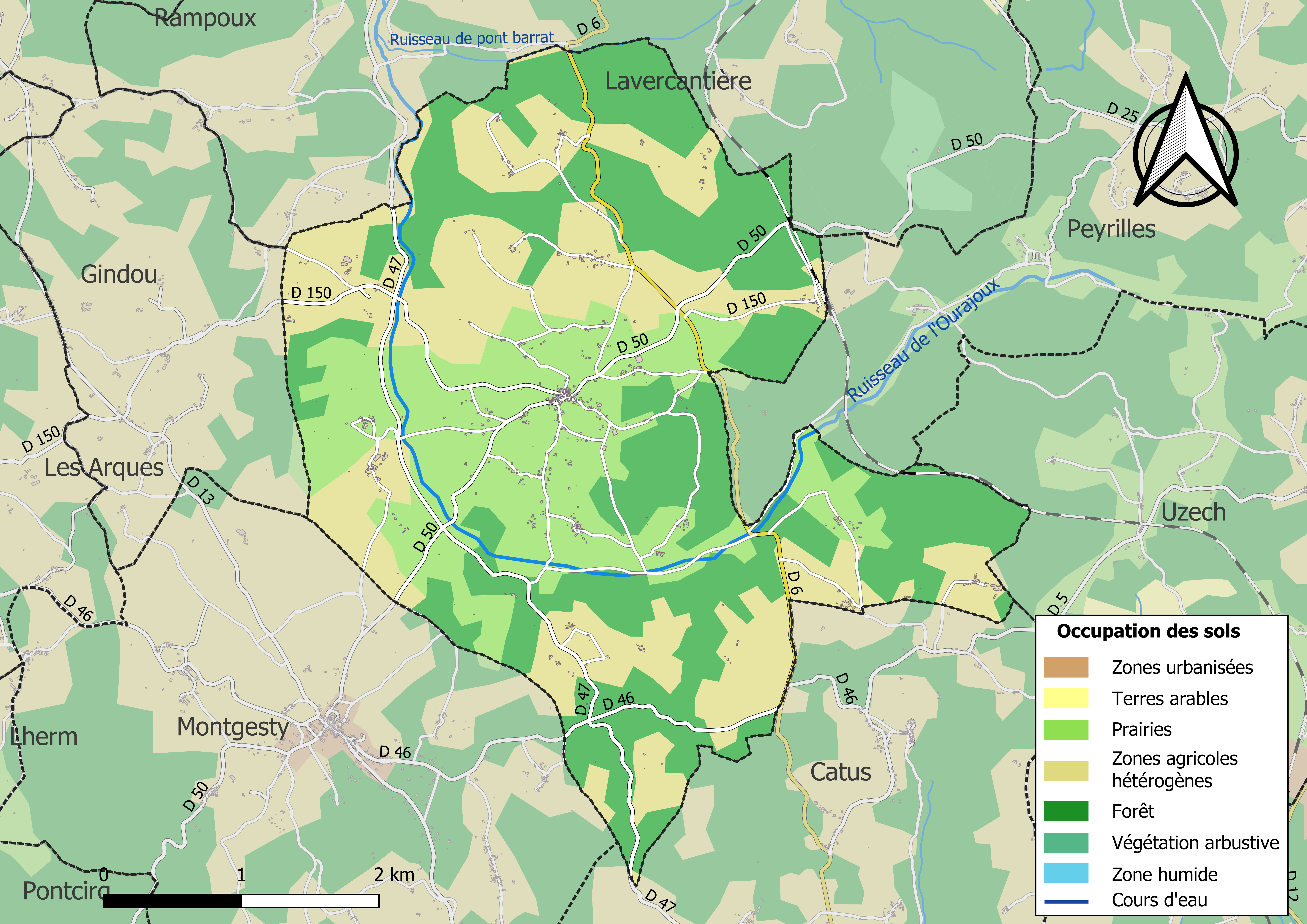
Carte des infrastructures et de l'occupation des sols de la commune en 2018 (CLC).

### Risques majeurs
Le territoire de la commune de Thédirac est vulnérable à différents aléas naturels : météorologiques (tempête, orage, neige, grand froid, canicule ou sécheresse), inondations, feux de forêts, mouvements de terrains et séisme (sismicité très faible). Il est également exposé à un risque technologique,  le transport de matières dangereuses. Un site publié par le BRGM permet d'évaluer simplement et rapidement les risques d'un bien localisé soit par son adresse soit par le numéro de sa parcelle.

#### Risques naturels
Certaines parties du territoire communal sont susceptibles d’être affectées par le risque d’inondation par débordement de cours d'eau, notamment l'Ourajoux. La cartographie des zones inondables en ex-Midi-Pyrénées réalisée dans le cadre du XIe Contrat de plan État-région, visant à informer les citoyens et les décideurs sur le risque d’inondation, est accessible sur le site de la DREAL Occitanie. La commune a été reconnue en état de catastrophe naturelle au titre des dommages causés par les inondations et coulées de boue survenues en 1982, 1993, 1999 et 2007,.
Thédirac est exposée au risque de feu de forêt. Un plan départemental de protection des forêts contre les incendies a été approuvé par arrêté préfectoral le 30 novembre 2015 pour la période 2015-2025. Les propriétaires doivent ainsi couper les broussailles, les arbustes et les branches basses sur une profondeur de 50 mètres, aux abords des constructions, chantiers, travaux et installations de toute nature, situées à moins de 200 mètres de terrains en nature
de bois, forêts, plantations, reboisements, landes ou friches. Le brûlage des déchets issus de l’entretien des parcs et jardins des ménages et des collectivités est interdit. L’écobuage est également interdit, ainsi que les feux de type méchouis et barbecues, à l’exception de ceux prévus dans des installations fixes (non situées sous couvert d'arbres) constituant une dépendance d'habitation.

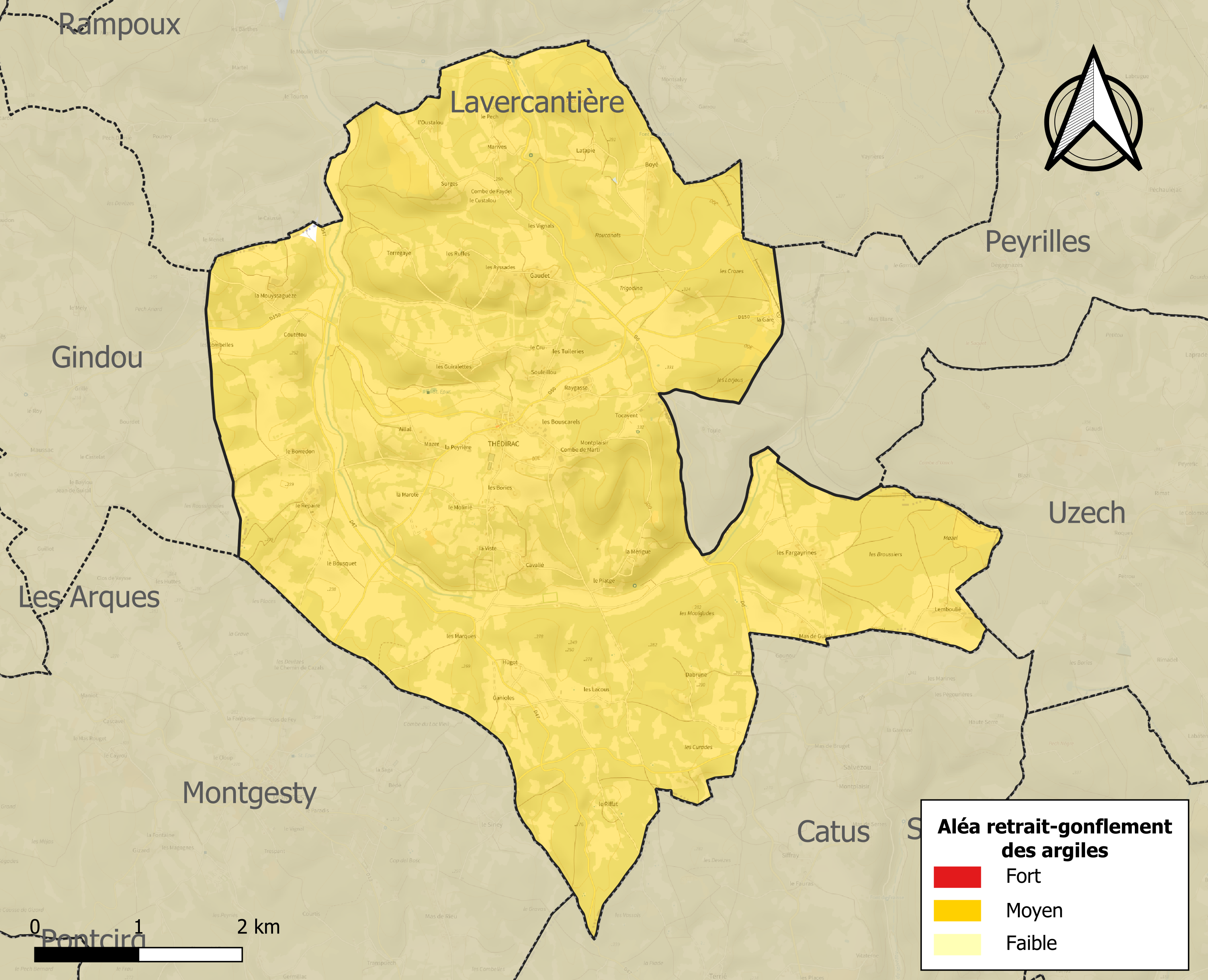
Carte des zones d'aléa retrait-gonflement des sols argileux de Thédirac.

Les mouvements de terrains susceptibles de se produire sur la commune sont des affaissements et effondrements liés aux cavités souterraines (hors mines), des glissements de terrain et des tassements différentiels. Par ailleurs, afin de mieux appréhender le risque d’affaissement de terrain, l'inventaire national des cavités souterraines permet de localiser celles situées sur la commune.
Le retrait-gonflement des sols argileux est susceptible d'engendrer des dommages importants aux bâtiments en cas d’alternance de périodes de sécheresse et de pluie. La totalité de la commune est en aléa moyen ou fort (67,7 % au niveau départemental et 48,5 % au niveau national). Sur les 256 bâtiments dénombrés sur la commune en 2019, 256 sont en aléa moyen ou fort, soit 100 %, à comparer aux 72 % au niveau départemental et 54 % au niveau national. Une cartographie de l'exposition du territoire national au retrait gonflement des sols argileux est disponible sur le site du BRGM,.
Par ailleurs, afin de mieux appréhender le risque d’affaissement de terrain, l'inventaire national des cavités souterraines permet de localiser celles situées sur la commune.
Concernant les mouvements de terrains, la commune a été reconnue en état de catastrophe naturelle au titre des dommages causés par la sécheresse en 1989, 1991 et 2020 et par des mouvements de terrain en 1999.

#### Risques technologiques
Le risque de transport de matières dangereuses sur la commune est lié à sa traversée par une infrastructure ferroviaire. Un accident se produisant sur une telle infrastructure est susceptible d’avoir des effets graves sur les biens, les personnes ou l'environnement, selon la nature du matériau transporté. Des dispositions d’urbanisme peuvent être préconisées en conséquence.

## Géologie
Se trouve à Thédirac un gisement de sables et galets qui fait partie d'une vaste zone d'épandage détritique issue du socle du Massif central. La particularité du gisement vient qu'on y trouve des galets de quartz, et non des galets de roche de socle, et que les sables ne contiennent presque que du quartz. La composition de ce gisement vient probablement de ce que le matériau érodé du socle s'est déposé dans un fossé et a subi une altération de climat chaud entraînant une dégradation des matériaux autres que le quartz. Le gisement repose sur un socle de calcaire portlandien. Ce gisement est exploité par la société Quartz et sables du Lot appartenant au groupe Imerys,,.

## Toponymie
Le toponyme Thédirac  d'origine gallo-romaine, est basé sur un anthroponyme germanique Theutherus. La terminaison -ac est issue du suffixe gaulois -acon (lui-même du celtique commun *-āko-), souvent latinisé en -acum dans les textes. D'après l'origine de celle-ci, le nom daterait d'avant le XIIe siècle. C'est le domaine de Theutherus.

## Histoire
Si le nom est d'origine gallo-romaine, la première mention du village apparaît dans un acte de donation de la famille de Luzech datant de 1135 avec un chevalier de Thédirac du nom de Gaucelin. La seigneurie de Thédirac appartient à la famille de Luzech.
La guerre de Cent Ans, entre 1337 et 1453, fait de  nombreux ravages dans le Quercy, même dans les petits villages, en entraînant une dépopulation aggravée par la peste de 1505-1506. L'activité rurale a repris rapidement la paix revenue. Le 30 mars 1397, Guillaume Amalvin v, baron de Luzech, a rendu hommage à Guillaume de Beaufort, vicomte de Turenne, pour la terre et la baronnie de Thédirac. Le 15 janvier 1493, le château de Thédirac a été cédé par Bertrand de Luzech à Jean du Maine. La famille de Luzech a conservé la seigneurie jusqu'à la fin du XVIe siècle. En 1566, Jean de Luzech a fait réparer le château de Thédirac pour que sa mère, Claude de Caumont, veuve de Guy de Luzech, puisse y résider.
La seigneurie élevée en baronnie est détachée de celle de Luzech en 1595 par Jean de Luzech pour la donner à sa mère, Jeanne de Prouillac, remariée à Gabriel de Guiscard, seigneur de Cavagnac. Elle a laissé la baronnie aux enfants de son beau-fils Pierre de Guiscard.
Pendant les guerres de religion, les Guiscard sont devenus protestants. Dans sa lutte contre les protestants révoltés, Louis XIII a commandé à Pierre de Bordeaux d'occuper le château. Son propriétaire, Gabriel de Guiscard, s'est opposé à cette occupation. Devant ce refus, le roi a envoyé une armée de 2 000 hommes avec 2 canons pour réduire le châtelain à l'obéissance.
Les Guiscard de Cavagnac sont restés barons de Thédirac jusqu'en 1779, quand ils vendent la baronnie à Marc-Antoine de La Grange-Gourdon, marquis de Floirac et de Lavercantière.
Le château est saisi à la Révolution et vendu comme bien national à la famille Delsol qui l'a conservé jusqu'en 1960. Le château a été brulé en 1796 par les habitants qui sont pris de fureur contre le profiteur qui l'a acheté.
Le village avait encore 572 habitants en 1880, mais 262 en 1996. La première Guerre mondiale a coûté la vie à 32 habitants du village. Puis, après la seconde Guerre mondiale, l'exode des campagnes vers les villes a dépeuplé le village.

## Politique et administration
| Période                                  | Période   | Identité              | Étiquette | Qualité |
| ---------------------------------------- | --------- | --------------------- | --------- | ------- |
| 1835                                     | 1870      | Jean Baptiste Grangié |           |         |
| 1870                                     | 1894      | Eugène Lapierre       |           |         |
| 1894                                     | 1908      | Lucien Lafon          |           |         |
| 1908                                     | 1935      | Jean Siffray          |           |         |
| 1935                                     | 1941      | Martin Brugalières    |           |         |
| 1941                                     | 1945      | Joseph Tillou         |           |         |
| 1945                                     | 1953      | Daniel Bonnafous      |           |         |
| 1953                                     | 1962      | Galet Adolphe         |           |         |
| 1962                                     | 1971      | Pierre Bonnafous      |           |         |
| 1971                                     | 1975      | Jean-Guy Poirier      |           |         |
| 1975                                     | 1996      | Jean Frayssinet       |           |         |
| 1996                                     | mars 2014 | Claudine Mazeau       |           |         |
| mars 2014                                | en cours  | Jean-Marie Cournac    |           |         |
| Les données manquantes sont à compléter. |           |                       |           |         |

## Démographie
| 1793 | 1800  | 1836 | 1841 | 1846 | 1851 | 1856 | 1861 | 1866 |
| ---- | ----- | ---- | ---- | ---- | ---- | ---- | ---- | ---- |
| 797  | 1 196 | 884  | 878  | 878  | 869  | 891  | 881  | 890  |

| 1872 | 1876 | 1881 | 1886 | 1891 | 1896 | 1901 | 1906 | 1911 |
| ---- | ---- | ---- | ---- | ---- | ---- | ---- | ---- | ---- |
| 835  | 837  | 972  | 890  | 806  | 792  | 708  | 660  | 601  |

| 1921 | 1926 | 1931 | 1936 | 1946 | 1954 | 1962 | 1968 | 1975 |
| ---- | ---- | ---- | ---- | ---- | ---- | ---- | ---- | ---- |
| 520  | 533  | 461  | 410  | 371  | 330  | 318  | 272  | 270  |

| 1982 | 1990 | 1999 | 2006 | 2007 | 2012 | 2017 | 2022 | - |
| ---- | ---- | ---- | ---- | ---- | ---- | ---- | ---- | - |
| 267  | 262  | 275  | 293  | 295  | 313  | 296  | 298  | - |

## Économie

### Revenus
En 2018, la commune compte 133 ménages fiscaux, regroupant 275 personnes. La médiane du revenu disponible par unité de consommation est de 19 640 € (20 740 € dans le département).

### Emploi
|                | 2008  | 2013  | 2018  |
| -------------- | ----- | ----- | ----- |
| Commune        | 6,5 % | 3,9 % | 7,2 % |
| Département    | 7,3 % | 8,9 % | 9,6 % |
| France entière | 8,3 % | 10 %  | 10 %  |

En 2018, la population âgée de 15 à 64 ans s'élève à 154 personnes, parmi lesquelles on compte 83,9 % d'actifs (76,8 % ayant un emploi et 7,2 % de chômeurs) et 16,1 % d'inactifs,. Depuis 2008, le taux de chômage communal (au sens du recensement) des 15-64 ans est inférieur à celui de la France et du département.
La commune fait partie de la couronne de l'aire d'attraction de Cahors, du fait qu'au moins 15 % des actifs travaillent dans le pôle,. Elle compte 76 emplois en 2018, contre 74 en 2013 et 74 en 2008. Le nombre d'actifs ayant un emploi résidant dans la commune est de 124, soit un indicateur de concentration d'emploi de 61,4 % et un taux d'activité parmi les 15 ans ou plus de 53,2 %.
Sur ces 124 actifs de 15 ans ou plus ayant un emploi, 38 travaillent dans la commune, soit 31 % des habitants. Pour se rendre au travail, 80,1 % des habitants utilisent un véhicule personnel ou de fonction à quatre roues, 0,8 % les transports en commun, 4,7 % s'y rendent en deux-roues, à vélo ou à pied et 14,4 % n'ont pas besoin de transport (travail au domicile).

### Activités hors agriculture
17 établissements sont implantés  à Thédirac au 31 décembre 2019.
Le secteur du commerce de gros et de détail, des transports, de l'hébergement et de la restauration est prépondérant sur la commune puisqu'il représente 29,4 % du nombre total d'établissements de la commune (5 sur les 17 entreprises implantées  à Thédirac), contre 29,9 % au niveau départemental.

### Agriculture
La commune est dans la « Bourianne », une petite région agricole occupant une partiede l'ouest du territoire du département du Lot. En 2020, l'orientation technico-économique de l'agriculture  sur la commune est l'élevage bovin, orientation mixte lait et viande.
|               | 1988 | 2000 | 2010 | 2020 |
| ------------- | ---- | ---- | ---- | ---- |
| Exploitations | 30   | 16   | 14   | 10   |
| SAU (ha)      | 614  | 604  | 687  | 754  |

Le nombre d'exploitations agricoles en activité et ayant leur siège dans la commune est passé de 30 lors du recensement agricole de 1988  à 16 en 2000 puis à 14 en 2010 et enfin à 10 en 2020, soit une baisse de 67 % en 32 ans. Le même mouvement est observé à l'échelle du département qui a perdu pendant cette période 60 % de ses exploitations,. La surface agricole utilisée sur la commune a augmenté, passant de 614 ha en 1988 à 754 ha en 2020. Parallèlement la surface agricole utilisée moyenne par exploitation a augmenté, passant de 20 à 75 ha.

## Culture locale et patrimoine

### Lieux et monuments
- Église Saint-Roch de Thédirac. L'édifice a été classé au titre des monuments historiques en 1913[37]. Plusieurs objets sont référencer dans la base Palissy[37]. L'église est dédiée à saint Roch.
- Chapelle de Mazer.
- Dolmen de Surgès : dolmen situé à cheval sur les communes de Lavercantière et Thédirac.  Classé MH (2013) « Site archéologique du dolmen de Surgès », notice no PA46000063 44° 37′ 15″ N, 1° 18′ 20″ E.
- Château de Thédirac[38]

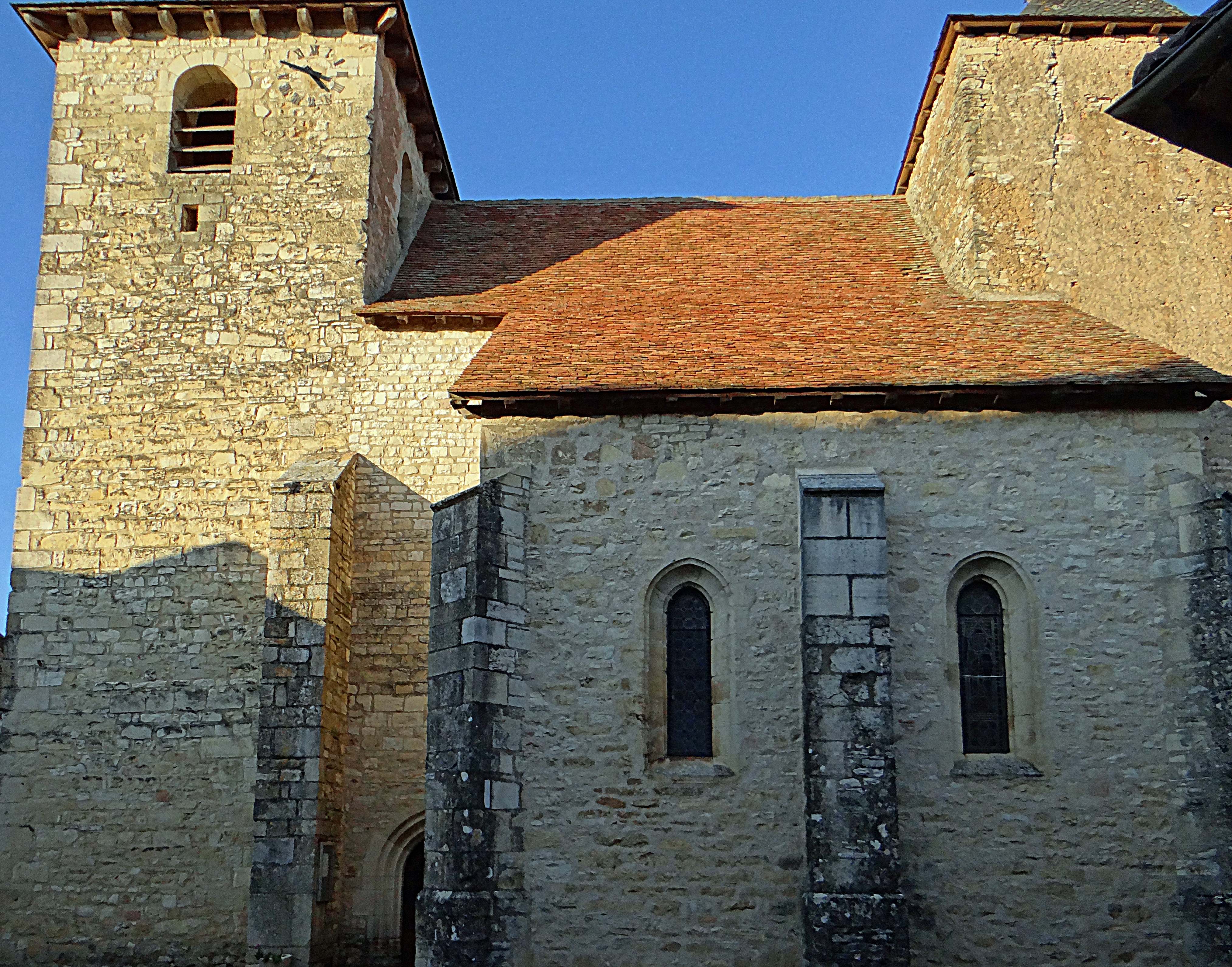
Église Saint-Roch, côté sud, avec le clocher à gauche et le réduit fortifié à droite
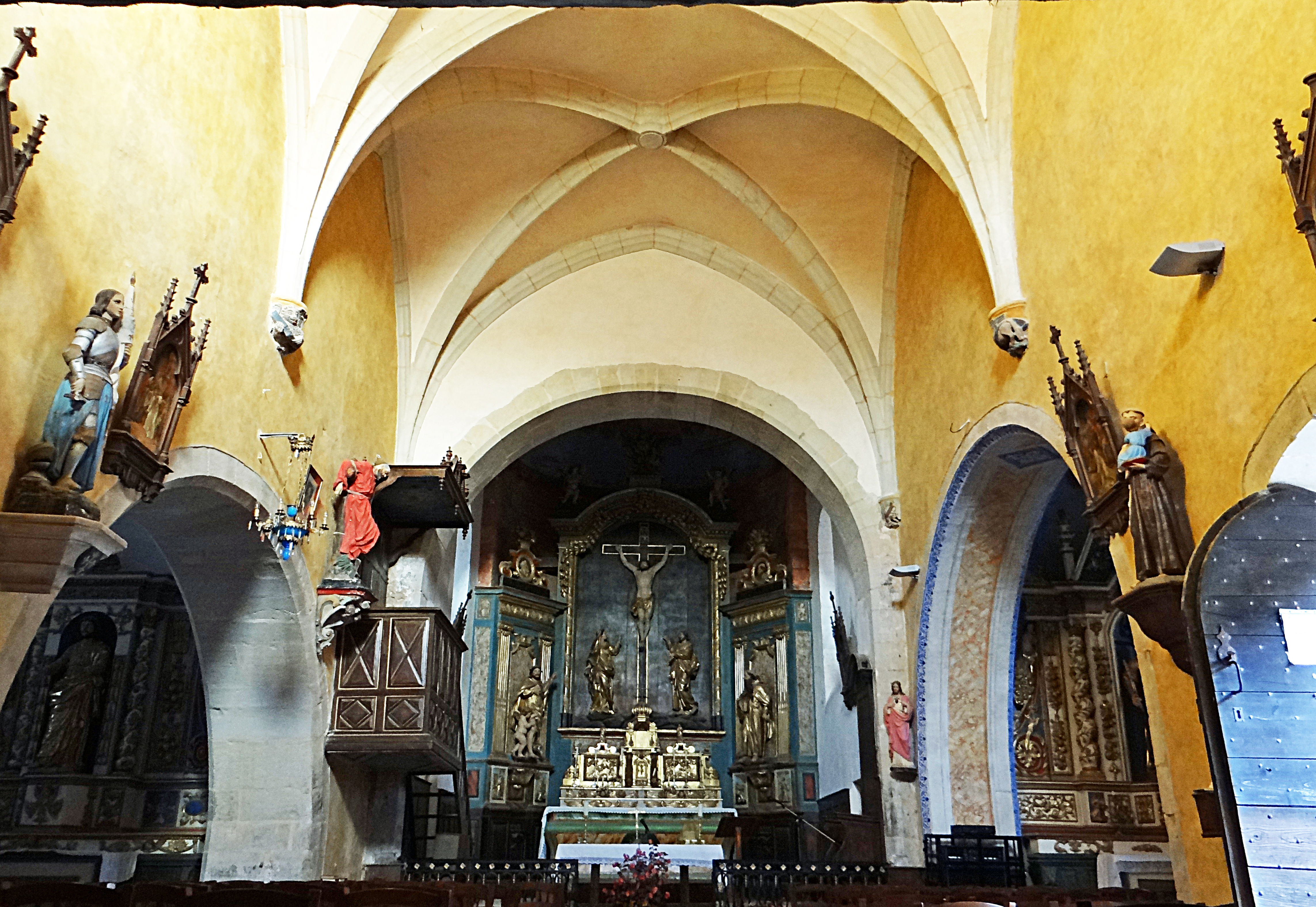
Intérieur de l'église Saint-Roch
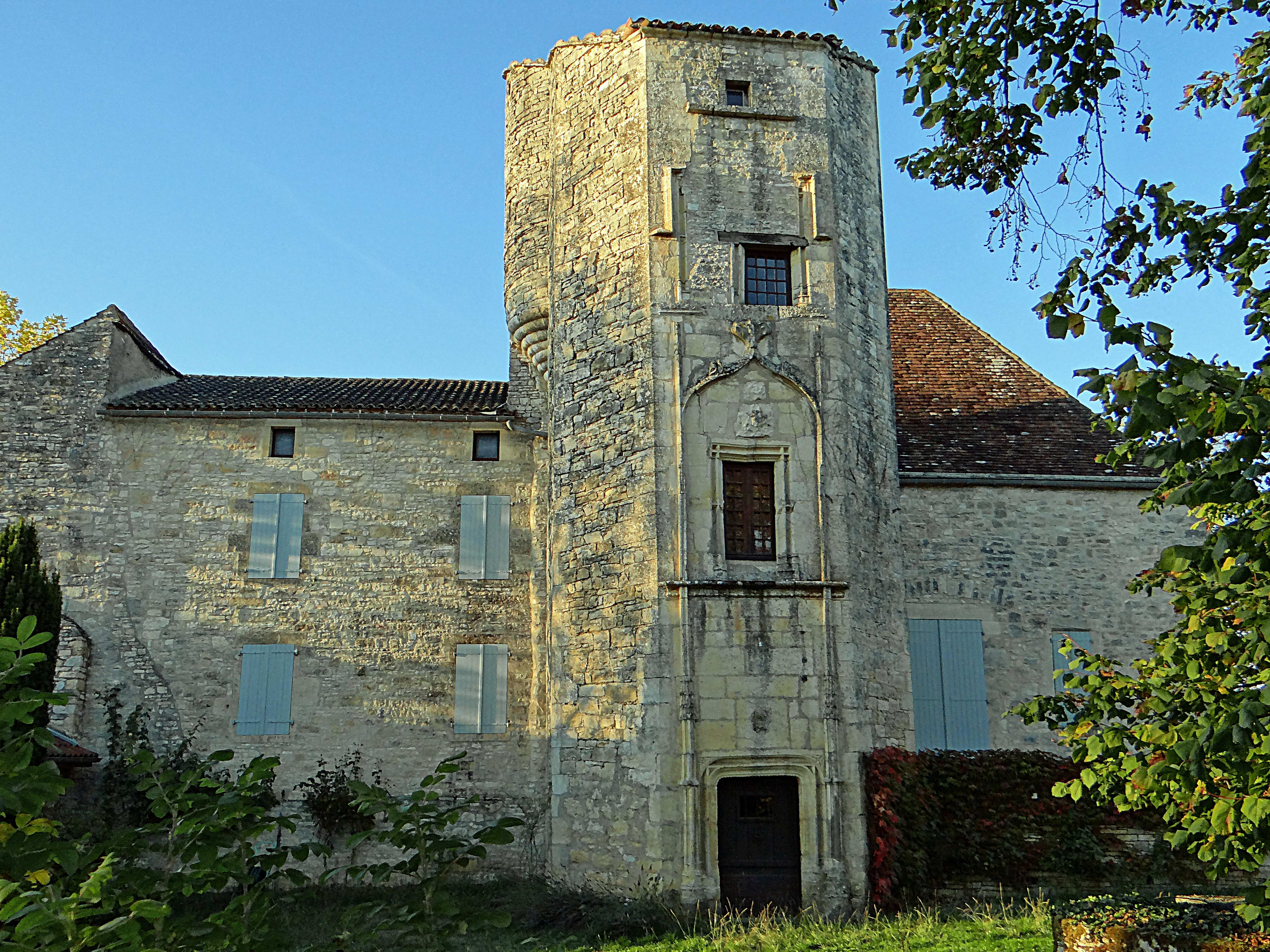
Château de Thédirac